# 青柏祭

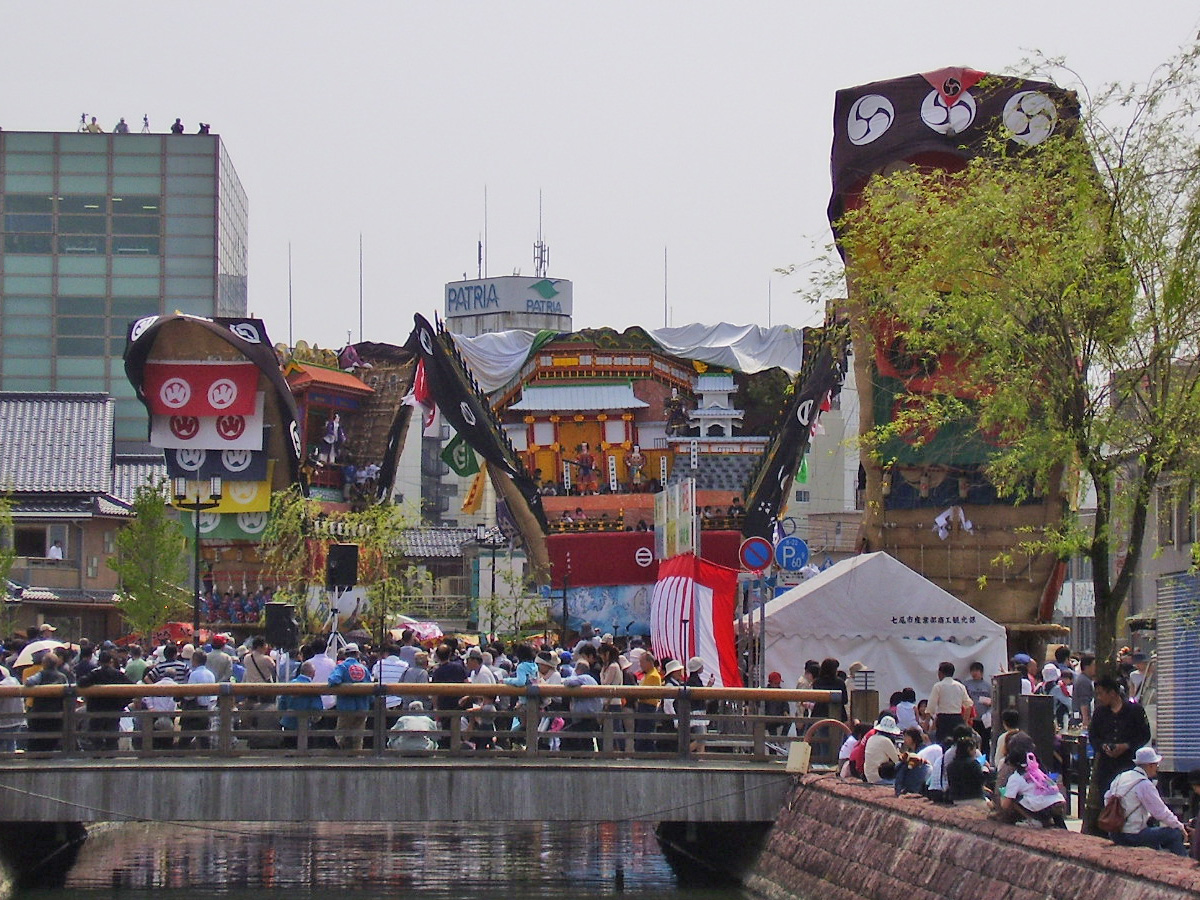
2006年5月5日の青柏祭

青柏祭（せいはくさい）は、石川県七尾市の大地主神社で毎年5月1日から5日まで開催される例大祭。お熊甲祭、能登島向田の火祭、石崎奉燈祭とともに七尾四大祭の一つとなっている。国の重要無形民俗文化財に指定されているほか、ユネスコの無形文化遺産に登録されている。

## 概要
青柏祭の由来は、神饌を青柏の葉に盛って供える事からと言われている。「府中町」・「鍛冶町」・「魚町」三町の“山町（やまちょう）”から、それぞれ「でか山」といわれ上段に歌舞伎の名場面をしつらえた山車（曳山）が3台奉納される。でか山の名前の由来は、山車が大きく、大きいことをこの地方では『でかい（でっかい）』というためである。祭礼中は巨大なでか山が狭い道を立ち並ぶ家の軒や電信柱ギリギリを掠めながら曳かれ、辻回しでは若衆達が古来から伝わる方法を用い見事に回る。また一般観光客が直線部ならびに辻回しの際に綱を曳いて参加できる。
５月２日には、でか山に乗せる人形の人形見(にんぎょうみ）が各地域の家庭や公民館で行われる。1990年（平成2年）より祭礼を執り行う人手確保と観光客誘致のため、これまでより10日早めゴールデンウィーク中の現在の日程となった。
1983年（昭和58年）1月11日に、「青柏祭の曳山行事（せいはくさいのひきやまぎょうじ）」という名称で国の重要無形民俗文化財に指定された。また2016年（平成28年）10月には、18府県33件の「山・鉾・屋台行事」の中の1件として、ユネスコの無形文化遺産に登録勧告され、同年12月1日に登録された。
2020年（令和2年）4月1日、新型コロナウイルス感染症の拡大を受け、この年の曳山行事の中止が決定した。

## 歴史
981年（天元4年）、能登国国守の源順が能登国の祭と定めたのが始まりと言われているが、山車が現在のようになったのは、室町時代後期に能登国守護であった畠山義統の治世において行われたのが起源という説もあり、起源は明確ではない。古くは、4月の申の日に開催されていた。
この申の日に行われることには理由があり、その昔、七尾の山王神社に毎年一人の美しい娘を人身御供として差し出す習慣があった。ある年に、白羽の矢が立った家の家主が娘の命を助けたいと思い、深夜に社殿に忍び込んでみたところ、猿が「娘を喰う祭りの日が近づいたが、越後の「しゅけん」は俺がここにいることを何も知るまい。」とつぶやいていた。そこで、娘の父親は、「しゅけん」という名を頼りに急いで越後へ向かい、「しゅけん」に助けを求めた。「しゅけん」は全身真っ白な毛の狼だった。
その狼の話によると、昔3匹の猿（日光東照宮に描かれている「見猿、聞か猿、言わ猿」のことだとも言われている）が他国から越後に来て人々に害を与えたため、「しゅけん」が2匹までかみ殺したが1匹を逃がしてしまい、行方は分からなかった。その1匹が能登に隠れていたと知った「しゅけん」は娘の父親を背中に乗せ、海の上を鳥のように飛んで七尾へ到着、祭りの日、娘の身代わりになって唐櫃に入り神前に供えられた。その夜、暴風雨で荒れ、両者の格闘する壮絶な物音が聞こえた。翌朝、人々が行ってみると、両者は相打ちで冷たい骸となり倒れていた。人々は、「しゅけん」を手厚く葬り、また、猿のたたりを恐れて、3台の山車を奉納することになった、ということである。1000年以上、続くお祭りというのが街の誇りである。

## 山車（でか山）

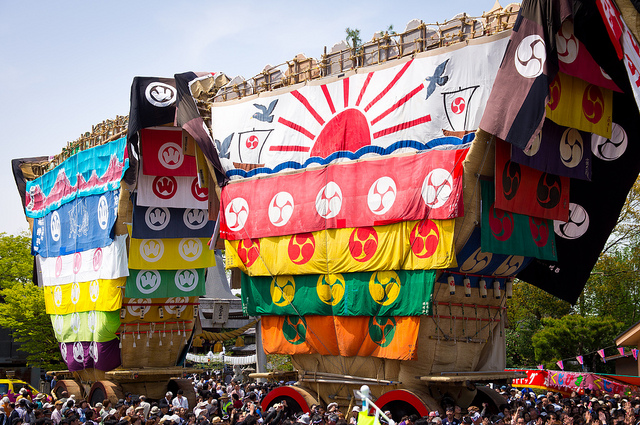
山王神社に集まる青柏祭の「でか山」

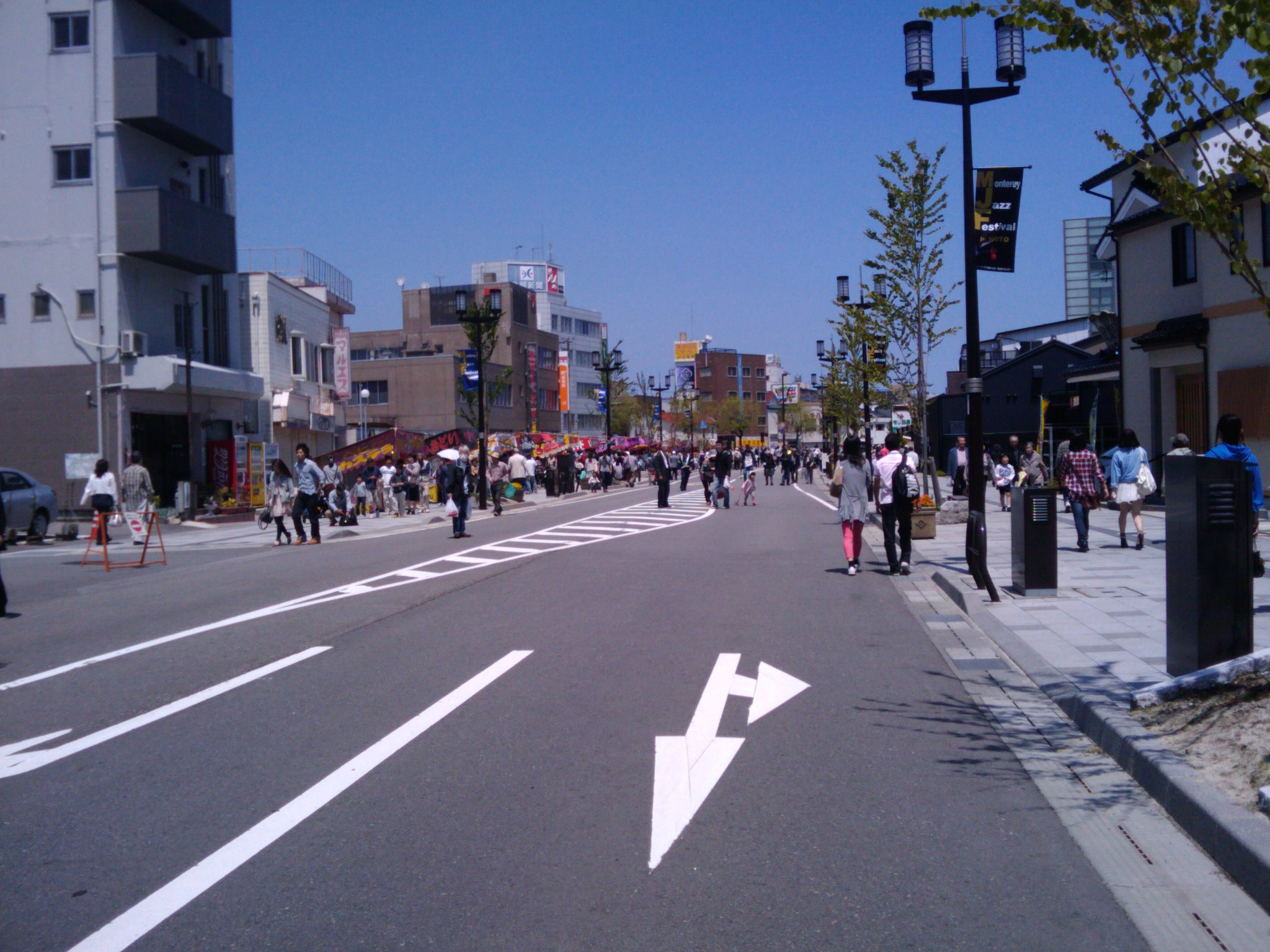
青柏祭で歩行者専用となった石川県道132号七尾港線（七尾駅北交差点から七尾港方面を撮影）

3台の山車の形は、末広形とも北前船を模したものとも言われ、山車の高さ約12m、上部の開き（長さ）約13m、幅・上部約4.5m、下部（車輪間）約3.6m、車輪の直径約1.9m、幅約0.6m、総重量約20トンの舟形の山車で、山車としては日本最大級、体積・重量では日本一である。毎年、１ヶ月程かけて組み立てられる。
組み立てはまず大きな車輪から舞台部分まで木枠の骨組みを組み、そこに舟形になるよう前後には丸太を斜めに立て、横木に多くの竹を用い碁盤の目に組み立てていく。また舞台裏（後方）も丸太と竹で碁盤の目に組み立てる。ここまでを地山作りという。その後山車全体の外装に150枚ものむしろで蓋い、そこに何枚もの幕を重ねるように覆っていく。また山車前後の外側には木遣衆が乗る木遣り台も据えられる。なお組み立てには釘や鎹（かすがい）などは使用せず、藤を編んだ藤づると藁縄を用いる藤搦み（ふじからみ）という技法を用いる。これにより山車が揺れて歪みを吸収する柔構造となっている。1台で700mもの藤づるが必要で、現代では藤づるを手に入れるのは困難になってきており、一部の山車はナイロンロープを使用している。組み立てられたでか山の上段正面舞台には毎年題材を替え、御殿や城、神社仏閣など歌舞伎の場面に合わせ立体的に作られ、そこに何体もの登場人物の人形の体と頭を作り、着付けをし飾る。
この大きな山は誰でも曳くことができるのも大きな特徴である。でか山からは3本の綱が繋がれており、山の直前は地元の若衆が、その前方に観光客や子供たちなどが繋がる。でか山は木遣衆が曳き出し唄を歌い終えると前梃子がはずされゆっくりと動き出すが、直線区間では次第に速く小走りぐらいのスピードとなり、でか山が家の軒や電信柱をかすめ迫るように様に進む。若干の軌道修正は中梃子や脇梃子を用い50cmほど横滑りをさせる。また辻回しも誰でも綱を曳くことができ、大きな山を回すことができる。
でか山を通す為にルートを横切る区間の交通信号、交通標識、街路灯が一時撤去されるほか、電柱が高く設置されており、早朝、夕刻以降の目印として上部に赤い電球が供えられる。
- 近年、デカ山の後幕は各町の紋の幕ではなく、地域の子供たちが共同制作した幕を使用しているそうである。

## 辻回し
辻回しは町角（交差点）で、大きく重たいでか山を人力で回す昔の人達の英知が詰まった技であり、祭礼中は角々でこれを繰り返すが、若衆の心意気と狭い角をダイナミックに一気に回す迫力に、感嘆の声と拍手が起こる見せ場の一つである。なお四つ角とT字路では回し方の方法が違う。
四つ角に進んで来たでか山は交差点内ほぼいっぱい、でか山の約半分が顔を出している状態で止め、でか山の前方に長さ約7mの太く堅い樫の木の大梃子（おおでこ）を斜めに差し込み、下に木馬（まくら）をかまし、ここに多くの若衆が隙間なく座り木遣りに合わせて揺らす。すると大梃子が水平になってゆきそれと共にでか山前方が浮く。そこに直径1mの軸車（地車）を車軸に進行方向に対し直角に差込み大梃子を抜き、観光客も加わり綱を曳き90度回転させる。その後もう一度大梃子を差し込み、軸車（地車）を外すため同じ作業を繰り返し辻回しが完了する。
T字路でも四つ角と同じように止めるが、→|のように山が進んで来ると7mもある大梃子が使用出来ないため、「せり上げ」という方法を用いる（ごくまれにジャッキを用いてあげる事もある）。これは、撥梃子（はねてこ）という三角の大きな木材に前輪を押し（引き）上げ、同じように軸車（地車）を差し込み撥梃子の上に乗せたまま綱を曳き90度回転させる。回転後は四つ角の場合と同じ作業で軸車（地車）を外す。

## 木遣り唄と木遣衆
でか山の上で木遣衆が唄う木遣り唄の種類は5種類あり、唄数は多く各町内固有の物もある。唄はめでたいものが多いが座興的な卑猥なものも含まれる。木遣衆は4月からの練習でのどを一度潰し黒豆の砂糖湯で癒しながら、本祭で声が涸れないようにする。祭礼では各町揃いの浴衣に白足袋、草履姿の木遣衆5、6人が前方の木遣り台に乗り込み、扇子や五色紙彩を振りながら木遣りを唄い音頭を取る。また木遣り台での並びには決まりがあり、真ん中が一番の若手（新人）、両端をベテランで固める。なお右端を高段（たかだん）、左端を下段（しもだん）という。

### 主な木遣り唄の種類
- 曳き出し唄 – 山車曳き出しの際に唄う。
- 道中唄 – 曳行中に唄う。
- 曳き込み唄 – 山王神社へ曳き入れる際に唄う。
- 大木遣唄 – 辻回しの際の作業唄。梃子役を囃し、力を与える。
- 曳きつけ唄 – 終点に到着した際に唄う。

## 青柏祭を紹介する施設
- 和倉温泉お祭り会館 – 七尾市和倉町（和倉温泉街）にある、青柏祭を含む、七尾市の代表的な4つの祭りの山車等を展示し紹介する施設（山車会館）。展示用に新たに制作した、実寸大のでか山を展示している。

- 七尾フィッシャーマンズ・ワーフ・能登食祭市場 – 入口に以前使用されていた古い車輪を展示している。